# Melanotrichia dakcha
Melanotrichia dakcha är en nattsländeart som beskrevs av Schmid 1982. Melanotrichia dakcha ingår i släktet Melanotrichia och familjen Xiphocentronidae. Inga underarter finns listade i Catalogue of Life.